# 上村進 (行政学者)
上村 進（かみむら すすむ、1959年4月2日 - ）は、日本の行政学者、元行政管理（総務）・総務官僚。専門は行政組織論、官民協働など。

## 来歴
神奈川県藤沢市出身。神奈川県立湘南高等学校卒業。1982年、東京大学経済学部を卒業、行政管理庁入庁。
在ベルギー日本国大使館（一等書記官）出向等を経て、
1996年8月、総務庁行政管理局調査官。1997年7月、行政管理局企画調整課企画官。1999年7月、行政監察局監察官。2000年8月、行政管理局管理官。2001年1月6日、総務省行政管理局管理官（行政改革）。2002年、行政管理局管理官（法務・農林水産等）。2009年7月14日、総務省大臣官房参事官。2012年9月7日、内閣官房副長官補付内閣審議官、行政改革実行本部事務局審議官。2013年6月28日、総務省大臣官房審議官（行政管理局担当）、内閣官房副長官補付内閣審議官。2014年4月22日、行政管理局長。
2016年6月、総務省を退官。同10月1日、日本大学法学部公共政策学科教授（行政組織論、情報通信政策、比較行政論、現代行政論、公務員制度論
を担当）。日本オンブズマン学会理事（2019年 ‐ ）

## 著書

### 共編著
- （上村 進・高橋 邦明・土肥 亮一）『e-ガバメント論』（三恵社, 2012年）
- （片岡寛光監修　今川晃・上村進・川野秀之・外山公美 編著）『アジアのオンブズマン』（第一法規, 2012年）
- (高橋滋・斎藤誠・上村進編著)『条解 行政情報関連三法』(弘文堂,2023年)